# Заљубљивање
Заљубљивање (енгл. Falling in Love) је америчка љубавна драма из 1985. године у којој главне улоге играју Мерил Стип и Роберт де Ниро, у режији режији Улуа Гросбарда.

## Главне улоге
| Глумац         | Улога          |
| -------------- | -------------- |
| Мерил Стрип    | Моли Гилмор    |
| Роберт де Ниро | Френк Рејфтис  |
| Харви Кајтел   | Ед             |
| Џорџ Мартин    | Џон Трејнер    |
| Дајана Вист    | Изабел         |
| Џејн Качмарек  | Ен Рејфтис     |
| Дејвид Кленон  | Брајан Гилмор  |
| Виктор Арго    | Виктор Роулинс |
| Френсис Конрој | конобарица     |

## Радња филма
Роберт де Ниро и Мерил Стрип глуме обичне људе који се у почетку срећу случајно, а касније својом вољом. Само једна ствар стоји на путу њиховој новооткривеној и снажној љубави – обоје су већ у браку.
Купујући божићне поклоне за своје породице, архитекта Френк Рафтис и графичка уметница Моли Гилмор, схватају да су им се поклони измешали и тако се упознају. Оно што почиње као пријатно, случајно познанство прераста у романсу. Међутим, обе стране схватају да је то што раде погрешно – али испоставља се да је касно за спашавање њихових бракова.